# Buněčná stěna
Buněčná stěna je pevná struktura, která vzniká na povrchu buněk bakterií, archeí, hub, rostlin a řas. Plní ochrannou funkci a funkci vnější kostry buňky. Jde o první pozorovanou buněčnou strukturu na mikroskopické úrovni – za pomoci jednoduchého světelného mikroskopu ji u příčného řezu korkem sledoval Robert Hooke v roce 1665.

## Buněčná stěna rostlin

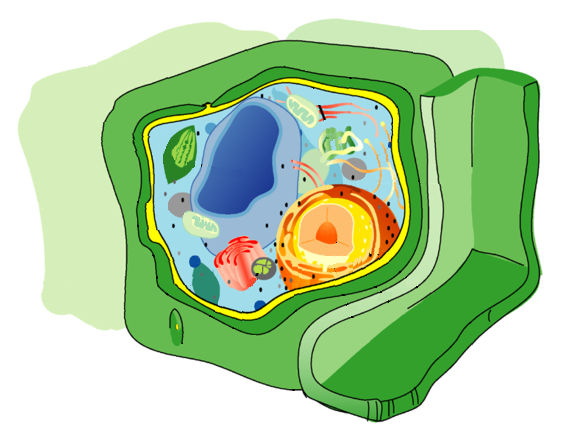
Na tomto obrázku rostlinné buňky je buněčná stěna znázorněna zeleně. (Pod ní je žlutě označena cytoplazmatická membrána.)

Buněčná stěna rostlin má několik funkcí:
1. tvoří vnější kostru buňky, která brání její expansi v důsledku osmózy a jí vznikajícího turgoru
2. tvoří mechanické struktury v rámci celé rostliny
3. tvoří ochranný obal, chránící rostlinu před prostředím a patogeny
4. tvoří sklad určitých makromolekulárních látek

### Složení buněčné stěny u rostlin
Základní strukturní kostru buněčné stěny tvoří celulózy, hemicelulózy a pektiny. Kromě těchto základních látek existují další, kterými buňka inkorpuruje buněčnou stěnu. V první řadě jde o proteiny, z nichž nejdůležitější jsou: glykoproteiny bohaté na hydroxyprolin (HPGP), arabinogalaktanové proteiny (AGP), proteiny bohaté na glycin (GRPs) a proteiny bohaté na prolin (PRPs). S výjimkou na glycin bohatých proteinů jde ve všech případech o glykosyláty obsahující hydroxyprolin. Buněčná stěna rostliny může být navíc (zejména v oblasti sekundárních a terciárních vrstev) vyztužena organickými (lignin, kutin, suberin, vosky) či anorganickými látkami.

#### Vznik a struktura buněčné stěny
Střední lamela vzniká především z pektinových látek (zejména pak hořečnatých a vápenatých pektinů) a při dělení buňky a v budoucnu odděluje buněčné stěny sousedních buněk. Na ni se přikládá primární stěna obsahující zejména celulózy, hemicelulózy a pektiny, přičemž celulózová vlákna jsou v ní uspořádána v síťovině. Je pružná a snadno roste do šířky přikládáním nových celulózních mikrofibril, takže nijak nepřekáží růstu buněk. K primární stěně se po ukončení růstu buňky může zevnitř přikládat ještě sekundární stěna, která je zpravidla výrazně silnější, je obohacena mnoha organickými a anorganickými látkami a její celulózní vlákna jsou uspořádána souběžně. Vznik sekundární stěny se označuje za tloustnutí buněčné stěny a leckdy může vést až k odumření protoplastu.
Tloustnutí buněčné stěny se často omezuje jen na určitá místa v rostlině a nemusí být plošně v celé buňce – například u cév s vodivou funkcí jsou charakteristická tloustnutí kruhovitá či šroubovitá.
V buněčné stěně se zpravidla nacházejí tzv. tečky (malé otvory), kterými procházejí plazmodezmy – vlákna cytoplazmy spojující protoplasty sousedních buněk. V rámci rostlinných pletiv či celých rostlin se pak často užívá pojem symplast (pro navzájem propojené protoplasty sousedních buněk) a apoplast (pro systém jejich buněčných stěn a mezibuněčných prostor).

#### Růst buněčné stěny
Vedle tloustnutí má buněčná stěna možnost růst, tedy přirůstat laterálně a zvětšovat svůj obvod a povrch. Buněčná stěna je sice do jisté míry pružná, ale ne do té míry aby umožňovala další růst buňky, která je uvnitř svých stěn uvězněna. K tomu aby to bylo možné je zapotřebí nejprve konzistentní strukturu celulózových a pektinových vláken rozvolnit. Buněčná stěna neroste také sama od sebe, ale na základě „žádosti“ z buněčného protoplastu a se spoluprací cytoplazmy (je potřeba do Buněčné stěny dopravovat nový stavební materiál).
Proces. Na začátku musí buňka sama jako celek získat impuls k růstu. Podmínkou pro tento růst je přítomnost auxinu, jehož změna v aktuální koncentraci uvnitř buňky (ať už na základě syntézy nebo spíše díky transportu do buňky z okolí) může být jedním z takovýchto signálů. Auxin pak začne působit na transport vodíkových iontů ven z buňky přes membránu do buněčné stěny. Následné okyselení buněčné stěny způsobí aktivaci enzymů známých jako expanziny, které narušují vazby ve struktuře buněčné stěny. V takto narušené buněčné stěně je celulózo-pektinová síťovina uvolněná a pod tlakem, který přichází zevnitř buňky (s rostoucím obsahem buňky, obzvláště vakuol a jimi generovaného turgoru) se může více roztáhnout. Nově roztažená původní kostra se znovu vyzpevní jednotlivými složkami buněčné stěny.

## Buněčná stěna hub
Pouze některé druhy říše hub vytvářejí buněčnou stěnu. Ta je tvořena chitinem. Působí jako ochranný faktor, vnější kostra a ochrana před osmotickou lyzí. Mnoho fungicidů je založeno na principu narušování této stěny.
Složení a struktura buněčné stěny hub závisí více než u jiných organismů na prostředí, životním cyklu a úloze buňky.

## Prokaryotická buněčná stěna
Primární funkcí buněčné stěny bakterií je vnější opora a ochrana před prostředím, resp. (u patogenů) před imunitním systémem hostitele. Důležitou roli hraje též ochrana před osmotickou lyzí – rozdíly mezi vnitřním a vnějším prostředím dané osmotickými jevy mohou vyvolat vnitřní přetlak až 15 atmosfér.
Rozlišujeme dva základní typy uspořádání bakteriální buněčné stěny:
Buněčná stěna grampozitivních bakterií je tlustší a skládá se převážně z peptidoglykanů. Je barvitelná krystalovou violetí, kterou z ní nelze vymýt alkoholem – z Gramova barvení tedy vychází zbarvena modrofialově. Mnoho antibiotik je svým účinkem zaměřeno na narušení struktury buněčné stěny (např. penicilin).
Buněčná stěna gramnegativních bakterií je považována za odolnější, pokud jde o vzdorování antibiotikům a imunitnímu systému. Je podstatně tenčí, peptidoglykanová vrstva je zredukována a převahu mají lipopolysacharidy. Svrchu je překryta druhou membránou. Je barvitelná krystalovou violetí, ale alkohol ji z ní vymývá, pročež z Gramova barvení vychází růžová, dodatečně zabarvena safraninovým roztokem.
Organismy říše Archea nemají buněčnou stěnu tvořenou peptidoglykany, ale některé z nich v ní obsahují pseudopeptidoglykan podobné struktury a funkce.